# Нельсон, Тед
Теодор Холм «Тед» Нельсон (англ. Theodor Holm «Ted» Nelson; род. 17 июня 1937 года) — американский социолог, философ
 и первооткрыватель в области информационных технологий, изобретатель понятия «гипертекст» и ряда других терминов, таких как теледильдоника, создатель гипертекстовой системы Xanadu.
Сын голливудской актрисы Селесты Холм и режиссёра Ральфа Нельсона.
После завершения активной работы над проектом Xanadu Тед Нельсон начал работать над информационной структурой ZigZag и системой её визуализации.. Также он разрабатывает XanaduSpace — систему работы со связанными параллельными документами. Про HTML, XML и браузеры Тед Нельсон высказывается крайне отрицательно.

Проект Xanadu это не «неудачная попытка придумать HTML». HTML это именно то, что мы пытались ПРЕДОТВРАТИТЬ…
англ. The Xanadu® project did not "fail to invent HTML".  HTML is precisely what we were trying to PREVENT...

## Система Xanadu
Реализация гипертекста в системе Xanadu отличается от реализации гипертекста в WWW. Система Xanadu подразумевает создание единого адресного пространства доступного содержимого с уникальным адресом для каждого байта данных, и виртуальных файлов, которые собирают, обрабатывают и выводят информацию пользователю из единого пространства. Подобная структура подразумевает то, что все цитаты и вырезки информации соединены с их оригиналами. С помощью специальных методов и разрешений, накладываемых на данные, обеспечивается контроль соблюдения авторских прав при любом размере цитаты. Для любого документа хранится как последняя, так и старые его версии (история изменений) с возможностью просмотра различий между версиями. Каждый пользователь может присоединить комментарий к любой странице. Из любого места любого документа возможно сослаться на любое место другого документа. Подобная структура позволяет создавать необрываемые связи (ссылки) между данными, которые всегда будут ссылаться на нужную информацию, даже если автор изменил документ.
В системе Xanadu предполагается, что пользователь должен платить за каждый полученный байт информации и получать вознаграждение за каждый просмотренный байт информации, им загруженной.

## Другие проекты
В 1965 году он представил свой доклад «Обработка сложной информации: файловая структура для комплекса, изменения и неопределенности» (англ. «Complex Information Processing: A File Structure for the Complex, the Changing, and the Indeterminate») на Национальной конференции ACM, во время которой он ввёл термин «гипертекст».. Также Тед Нельсон предложил термин «гиперграмма», способ представления данных, с помощью которого можно было организовывать взаимосвязанную сеть спрайтовых картинок и создавать фильмы с меняющимся по требованию пользователя сюжетом. 
В 1976 году Нельсон стал соучредителем, некоторое время занимая должность директора по рекламе в компании «Itty bitty machine company» (или «Ibm»), небольшом компьютерном розничном магазине, который работал в 1977—1980 году в Эванстоне (штат Иллинойс). Эта крошечная машинная компания была одним из немногих розничных магазинов, где продавался компьютер Apple I. В 1978 году он оказал значительное влияние на развитие IBM, когда он изложил свое видение потенциала персональных компьютеров команде, которая три года спустя выпустила IBM PC.
С 1960-х до середины 2000-х годов Нельсон создавал обширную коллекцию адресной почтовой рассылки, которую он получал на свой почтовый ящик, в основном от компаний, предлагающих продукты в области ИТ, печати/публикации, авиационной промышленности и машиностроения. В 2017 году «The Internet Archive» начал публиковать его коллекции в Интернете (в отсканированном виде) под названием «Почтовый ящик с нежелательной почтой Теда Нельсона» (англ. «Ted Nelson’s Junk Mail Cartons»).